# Notoetayoa
Notoetayoa is een geslacht van uitgestorven hoefdieren uit de Xenungulata die tijdens het Laat-Paleoceen in zuidelijk Zuid-Amerika leefde.
Het enige bekende fossiel bestaat uit een gedeeltelijke kaak die werd gevonden in de Peña Coloradas-formatie in de Argentijnse provincie Chubut in Patagonië. De ouderdom van het fossiel is circa 59 miljoen jaar.

## Beschrijving
Dit dier is alleen bekend van een kaakfragment en het is daarom onmogelijk om zijn uiterlijk precies te reconstrueren. Uit een vergelijking met een vergelijkbaar maar bekender dier, Carodnia, is het waarschijnlijk dat Notoetayoa een zwaar gebouwd dier was met een krachtig lichaam. De omvang van Notoetayoa was in ieder geval kleiner dan die van Carodnia, en het is niet uitgesloten dat het dier even groot was als een kleine tapir.
De onderste derde molaar had een hogere trigonide dan de thalonide, en de paraconide was goed gedefinieerd, en niet vergroeid met de metaconide. Vergeleken met de verwante Etayoa was het metachristide kort en het precingulide robuuster dan bij Etayoa en Carodnia. Het talonide bekken was niet linguaal open zoals bij Carodnia, maar gesloten zoals bij Etayoa. Het hypoconideum en het hypoconulideum waren gescheiden en verenigd door een laag en afgerond postmetacristideum. Het entoconide was gekarteld en mesiaal geprojecteerd naar de distaal-linguale zijde van het metoconideum. De distale wortel onder het talonide was niet verticaal zoals bij Carodnia, maar schuin ten opzichte van de mesiale wortel.

## Classificatie
Notoetayoa gargantuai werd voor het eerst beschreven in 2008, op basis van fossiele resten gevonden in de provincie Chubut van Argentinië, in Patagonië, in gesteenten gedateerd uit het Midden-Paleoceen. Notoetayoa wordt beschouwd als een lid van de Xenungulata, een raadselachtige groep Zuid-Amerikaanse hoefdieren van onduidelijke verwantschap. In het bijzonder, wordt Notoetayoa beschouwd als zeer vergelijkbaar met Etayoa, en beide geslachten worden soms geplaatst binnen de familie Etayoidae. Vergeleken met zijn familielid had Notoetayoa echter veel grotere afmetingen. De ontdekking van Notoetayoa heeft de kennis over etayoïden zowel geografisch als stratigrafisch uitgebreid, want tot de beschrijving van Notoetayoa waren ze alleen noordelijker in Colombia gevonden, in recentere bodems van het Laat-Paleoceen tot het Vroeg-Eoceen.